# Бартошицкий повет
Бартошицкий повет (пол. Powiat bartoszycki) — повет (район) в Польше, входит как административная единица в Варминьско-Мазурское воеводство. Центр повета — город Бартошице. Занимает площадь 1308,54 км². Население — 59 378 человек (на 31 декабря 2015 года).

## Административное деление
- города: Бартошице, Гурово-Илавецке, Биштынек, Семпополь
- городские гмины: Бартошице, Гурово-Илавецке
- городско-сельские гмины: Гмина Биштынек, Гмина Семпополь
- сельские гмины: Гмина Бартошице, Гмина Гурово-Илавецке

## История
Бартошицкий повят был образован в 1946 году из земель повята «Пруска илавка», административный центр которого в результате послевоенной перекройки границ оказался на территории СССР. В 1958 году был объединён с Повятом «Гуровска илавка», созданного на территории бывшего немецкого уезда Фридланд (сам Фридланд после войны оказался на территории СССР). Был ликвидирован в результате административной реформы 1975 года, восстановлен в результате реформы 1999 года.

## Демография
Население повята дано на 31 декабря 2015 года.
| Перепись            | Всего | Мужчины | Женщины |
| ------------------- | ----- | ------- | ------- |
| Всего               | 59378 | 29000   | 30278   |
| Городское население | 32797 | 15585   | 17212   |
| Сельское население  | 26581 | 13415   | 13166   |